# Itatuba
Itatuba é um município brasileiro localizado na Região Metropolitana de Campina Grande, estado da Paraíba. Sua população em 2011 foi estimada pelo IBGE (Instituto Brasileiro de Geografia e Estatística) em 10.264 habitantes, distribuídos em 244 km² de área.

## Toponímia
"Itatuba" é um vocábulo tupi que, segundo Silveira Bueno, significa pedregal, "lugar de muitas pedras". Do tupi itá: pedra e tyba: abundância, grande quantidade, ajuntamento.

## Geografia
De acordo com o IBGE (Instituto Brasileiro de Geografia e Estatística), no ano de 2010 sua população era estimada em 10.201 habitantes. Área territorial de 244 km².
O município está incluído na área geográfica de abrangência do semiárido brasileiro, definida pelo Ministério da Integração Nacional em 2005. Esta delimitação tem como critérios o índice pluviométrico, o índice de aridez e o risco de seca.